# Lo Pimpoll
Lo Pimpoll (Pinus nigra subsp. salzmannii) és un arbre que es troba al coll de Miralles (Arnes, la Terra Alta).

## Dades descriptives
- Perímetre del tronc a 1,30 m: 3,15 m.
- Perímetre de la base del tronc: 5,23 m.[1]
- Alçada: 31 m.
- Amplada de la capçada: 12,50 m.
- Altitud sobre el nivell del mar: 915 m.

## Entorn
Es troba en una pineda de pinassa excepcional, la qual és una mostra de bosc ben gestionat. L'estrat herbaci està format per diverses espècies, com la pelosella i el marxívol. Pel que fa a lianes, mates i arbusts, hi creix l'heura, el serpoll, el grèvol, la pomereta, l'argelaga negra i la savina i, d'arbres, hi ha el teix, la carrasca i la blada. Hi viuen el reietó i l'esquirol. Durant la ruta d'ascens a Lo Pimpoll, des de La Franqueta, és possible observar una excepcional blada i tres carrasques singulars.

## Aspecte general
És un pi de port espigat, realment remarcable i està gairebé perfecte. Presenta unes mesures (especialment la de l'alçada) superiors als 30 metres. Segurament ha sobreviscut a algun incendi fa força anys, ja que té la soca ennegrida. Té una ferida força gran, d'origen antròpic i molt vella, segurament per extreure-li colofònia i fer teies (encenalls). La seua edat supera els 500 anys i fou declarat Arbre Monumental l'any 1990.

## Accés
És situat al Parc Natural dels Ports (vora la ruta "Pels Ports fins al Mas del Torrero"). Agafem la pista cap als Ports des de la carretera que va d'Arnes a Horta de Sant Joan, situada poc després de passar una benzinera. Un cop arribem a l'àrea recreativa La Franqueta, travessem el pont que hi accedeix i seguim la pista amunt fins que arribem a la bassa dels bombers o al punt d'aigua del coll de Miralles (està pintada amb els colors vermell i blanc). Un cop allà (hi ha cartells), escollim l'itinerari anomenat l'Escaleta Vella (en direcció a Terranyes), el qual ens durà primer a Lo Pimpoll (després de caminar si fa no fa uns 10-12 minuts) i, una mica més endavant a Lo Pi Ramut, caminant uns altres 10 minuts: GPS 31T 0271114 4525175.